# Pimenteiras
Pimenteiras este un oraș în Piauí (PI), Brazilia.